# 稲垣優
稲垣 優（いながき まさる、1908年12月2日 - 2006年1月6日）は、日本の数学者。専門は微分幾何学。第10代東海大学学長、第3代国際武道大学学長を務める。熊本県熊本市出身。

## 来歴
東海大学水泳部初代主将　東海大学付属本田記念幼稚園、第3代園長も務めた。東海大学名誉教授、理事。1987年、勲二等瑞宝章受章。

## 略歴
- 1926年3月 - 熊本県立済々黌高等学校卒業
- 1984年4月 - 東海大学学長職に就任
- 1987年3月 - 東海大学学長職を退任
- 1992年4月 - 国際武道大学学長職に就任
- 1996年3月 - 国際武道大学学長職を退任
- 2006年1月6日 - 肝機能障害のため死去[1]

## 著書
- 稲垣優、寺田文行、今井正隆 共著『代数学幾何学演習と解法』（広川書店、1963年）
- 土倉保、清水譲三、稲垣優 共著『大学理工系を主とした微分積分学』（養賢堂、1964年）
- 牧野不二雄、稲垣優、清水譲三 監修『応用解析学』（東海大学出版会、1965年）
- 稲垣優、清水譲三 共著『大学理工系を主とした代数学・幾何学』（養賢堂、1965年）